# Allens sumpabe
Allens sumpabe (Allenopithecus nigroviridis) er den eneste art i slægten allenopithecus.
Den er et ret kraftigt bygget dyr; dens skind er grågrønt på oversiden. Aben når en længde på 45-60 cm med en hale på 50 cm. Hannen vejer op til 6 kg, mens hunnen ikke vejer mere end 3,5 kg.
Dyrene lever sammen i grupper på op til 40 individer og kommunikerer med forskellige råb, gestus og berøringer. Allens sumpabe kan blive op til 23 år gammel.
- Wikimedia Commons har flere filer relateret til Allens sumpabe

| Dyr | Spire Denne artikel om dyr er en spire som bør udbygges. Du er velkommen til at hjælpe Wikipedia ved at udvide den. |